# Bolbaffroides serripes serripes
Bolbaffroides serripes serripes es una subespecie de coleóptero de la familia Geotrupidae.

## Distribución geográfica
Habita en Somalia y Kenia.